# All Saints
All Saints là một nhóm nhạc nữ tiếng nhất Anh Quốc vào cuối thập niên 90 cùng với nhóm Spice Girls,với 7 đĩa đơn đứng đầu vị trí # 1 tại Anh, bán ra hơn 10 triệu đĩa nhạc trên khắp thế giới.Nhóm nhạc này từng chiến thắng giải Brit Awards với ca khúc Never Ever đứng vị trí thứ #1 suốt 2 tuần liền tại Anh.Họ gồm có 4 thành viên:Shaznay Lewis,Melanie Blatt và cặp chị em Natalie Aplleton,Nicole Appleton.

## Thành lập
Mới đầu, bạn nhạc này gồm 3 người là: Shaznay Lewis,Melanie Blatt và Simone Rainford,họ lấy tên là All Saints 1.9.7.5 vì họ cùng gặp nhau trên con đường All Saints ở Anh.Theo Simone, lúc đầu nhóm từng nghĩ đến cái tên Spice để đặt.
Năm 1994,nhóm bắt tay với hãng ZTT Record để thu âm, nhóm ra mắt 2 single nhưng không thành công.Ngoài ra, Simone và Melaine có những mâu thuẫn với nhau khiến cho nhóm nhạc trở nên rắc rối hơn.
Năm 1995,Simone quyết định rời khỏi nhóm.Shaznay và Melanie gấp rút kiếm người thay thế cho Simone.Sau một thời gian tìm kiếm, Melaine gặp gỡ cha của Nicole(vốn là bạn học cũ của cô) ông quyết định đưa cả hai con gái mình vào nhóm là:Nicole và Natalie.Nhóm quyết định đổi tên thành All Saints.

### 1997-1998:All Saints
Sau khi ra mắt thành viên chính thức vào tháng 5/1996,bốn cô gái trẻ gặp Karl Gordon, họ thu bản thử ca khúc "I Know Where It's At",và sau đó chính thức thu âm.Tuy nhiên, một số hãng thu âm muốn họ giống như Spice Girls,,nhưng nhóm không đồng ý.Nhóm ký hợp tác với London Records,một hãng thu âm khá có tiếng tại Anh.
Mùa hè 1997,nhóm phát hành single "I Know Where It's At", ca khúc đứng vị trí thứ #4 tại Anh.Single thứ 2 ra mắt là "Never Ever" ca khúc này liên tục giữ vị trí quán quân tại Anh và đứng vững trong 7 tuần với trí thứ #1 tại Úc.Single này bán ra hơn cả triệu đĩa bạch kim và chiến thắng giải Brit Awards năm 1998 với giải Video Hay nhất và Single hay nhất.Album All Saints từ đó ra đời, đứng vị trí thứ #2 trong top Album bán chạy nhất trong năm.Single thứ 3 tiếp tục ra mắt, là double A-side với hai ca khúc "Under The Bridge/Lady Marmalade" cover lại từ 2 nhóm nhạc nổi tiếng là Red Hot Chilli Peppers và LaBelle tiếp tục dẫn đầu vị trí quán quân tại Anh.Single nối tiếp là "Bootie Call"vẫn leo lên vị trí thứ #1 và single cuối là "War Of Nerves" chỉ chiếm vị trí khiêm tốn thứ #7.
Tháng 11/1998,nhóm được đề cử trong MTV Europe Music Awards tại Milan, tuy nhiên Melanie không có mặt vì cô tổ chức sinh nhật cho con gái mình.

### 2000-2001:Saints & Sinners
Nhóm quay trở lại với single "Pure Shores" là ca khúc nhạc phim trong phim "The Beach",ca khúc này đứng trụ bốn tuần tại Anh với vị trí quán quân và được kênh VH bầu chọn là ca khúc hay nhất mọi thời đại.Ca khúc được nhóm trình bày trong MTV Europe Music Awards tại Stockholm.
Một thời gian sau, cặp chị em Natalie và Nicole cùng với Melaine tham gia bộ phim đầu tay tên là Honest do ca sĩ Dave Stewart đạo diễn.Tuy nhiên, bộ phim này bị dư luận chỉ trích khá gay gắt bởi những cảnh nóng thái quá của chị em Natalie và Nicole trong phim.
Vào tháng 10/2000,nhóm ra mắt single mới là "Black Coffee" thành công rất mỹ mãn.Album "Saints & Sinners" từ đó ra đời, album này đã chiếm vị trí thứ # 1 tại Anh và nhận được đĩa bạch kim.Singel thứ 3 và cũng là cuối cùng được phát hành có tên là "All Hoocked Up" ra mắt chỉ chiếm vị trí thứ #7.

### 2001:All Hitsvà Tan rã
Đầu năm 2001,nhóm tuyên bố tan rã, với những rạn nứt chung trong nhóm, London Records ra mắt album "All Hits" là album tổng hợp những singles từ đầu của nhóm.Trong đó, có một ca khúc "TwentyFourSeven" do Melanie trình bày một mình.

### 2001-2005: Sự nghiệp solo
- Melanie Blatt

Sau khi tách nhóm ra, Melanie ra mắt single đầu tay là "TwentyFourSeven", ca khúc này đứng vị trí thứ #6 tại Anh.
Tháng 2/2002, Melanie thay thế Kelis để được hát chính trong ca khúc "I'm Leavin'" của Outsidaz và Rah Digga.Ca khúc này chỉ đứng vị trí thứ #42 tại Anh.
Single thứ 3 ra mắt có tên là "Do Me Wrong",ra mắt vào tháng 8/2003,do London Records.Ca khúc này đứng vị trí thứ #18 tại anh.
Tháng 4/2005, Melanie thu âm ca khúc "See Me" là nhạc phim trong phim hoat hình "Robots".Tuy nhiên, cô chuẩn bị album solo cho riêng mình thì All Saints quyết định tái hợp lại nên album cô đành bở dỡ nửa chừng
- Appleton

Sau khi All Saints tan rã, cặp chị em Natalie và Nicole Appleton lập ra nhóm Appleton với đội hình là 2 chị em, single đầu tay"Fantasy" ra mắt đứng vị trí thứ 2 tại Anh vào tháng 9/2002.Sau đó, album đầu tay "Everything's Eventual" ra mắt, kết quả không mấy khả quan.
- Shaznay Lewis

Lewis phát hành single đầu tay tên là "Never Felt Like This Before" vào tháng 7/2004 đứng vị trí thứ #8 tại Anh, album Open ra mắt chỉ thành công mức trung bình.

### 2006-2007: Tái hợp
Sau những thất bại trong quá trình solo của nhóm, đầu tháng 1/2006,nhóm quyết định tái hợp trở lại, với hãng thu âm mới là Parlophone.Từ tháng 1-8,nhóm bắt tay thực hiện album thứ 3 là "Studio 1".
Single đầu tay ra mắt là "Rock Steady" trình làng vào tháng 10/2006,ca khúc này đứng vị trí thứ #3 tại Anh nhưng lại đứng vị trí từ trên 20 tại các quốc gia khác.
Single thứ 2 là "Chick Fit" ra mắt trên mạng, đứng vị trí thứ #256 tại Anh.
Album "Studio 1" ra đời, album thất bại thê thảm so với mong đợi của nhóm, chỉ bán được 40.000 bản và hãng Parlophone chấm dứt hợp đồng với nhóm

### 2007-2009: Hãng thu âm mới và Album mới
Tháng 1/2008, Melanie, Shaznay cặp chị em Appleton, bắt tay làm một album mới.Sẽ phát hành một thời gian gần giữa năm 2009. Tuy nhiên, cho đến giờ album này vẫn không thể tìm được một hãng thu âm thích hợp và các thành viên phải lo cho cuộc sống riêng của từng người nên All Saints đành phải tan rã lần thứ hai.